# Jiří Vacek (kulturista)
Jiří Vacek (* 10. března 1988 Stod) je přední český amatérský kulturista soutěžící ve federaci IFBB/NPC.
V současnosti je sponzorován prodejcem sportovní výživy Fitness 007. Pracuje jako fitness trenér v Praze  a je znám také svou tvorbou na Youtube, kde lidem předává své zkušenosti z kulturistiky.

## Získané úspěchy
- EVLS Prague Amateur 2022 - 2. místo v kulturistice můžu do 102 kg
- IFBB Diamond Cup Malta 2017 - 5. místo v kulturistice mužů do 100 kg
- Olympia Amateur Europe 2014 - 9. místo v kulturistice mužů do 100 kg
- HI-TEC Nutrition GP 2013 - 3. místo v kulturistice mužů nad 80 kg
- Pražský pohár 2009 - 2. místo v kulturistice mužů do 90 kg
- Mistrovství České republiky 2008 - 2. místo v kulturistice juniorů nad 77 kg